# Edifici a la Riera, 46 (Mataró)
L'edifici a la Riera, 46 de Mataró (Maresme) és un edifici gòtic que forma part de l'Inventari del Patrimoni Arquitectònic de Catalunya.

## Descripció
La finestra gòtica geminada presenta els brancals l'ampit i la llinda de carreus de pedra. La llinda està treballada de manera que forma dos arcs conopials amb els lòbuls esculpits. Originàriament hi havia una petita columneta que els separava. Hi ha un guardapols superior rematat amb escultures a la línia de les impostes i una escultura de Santa Magdalena al centre. Es tracta d'un típic finestral català del segle xvi al qual se li ha afegit tota l'ornamentació escultòrica de la llinda i sota l'ampit.

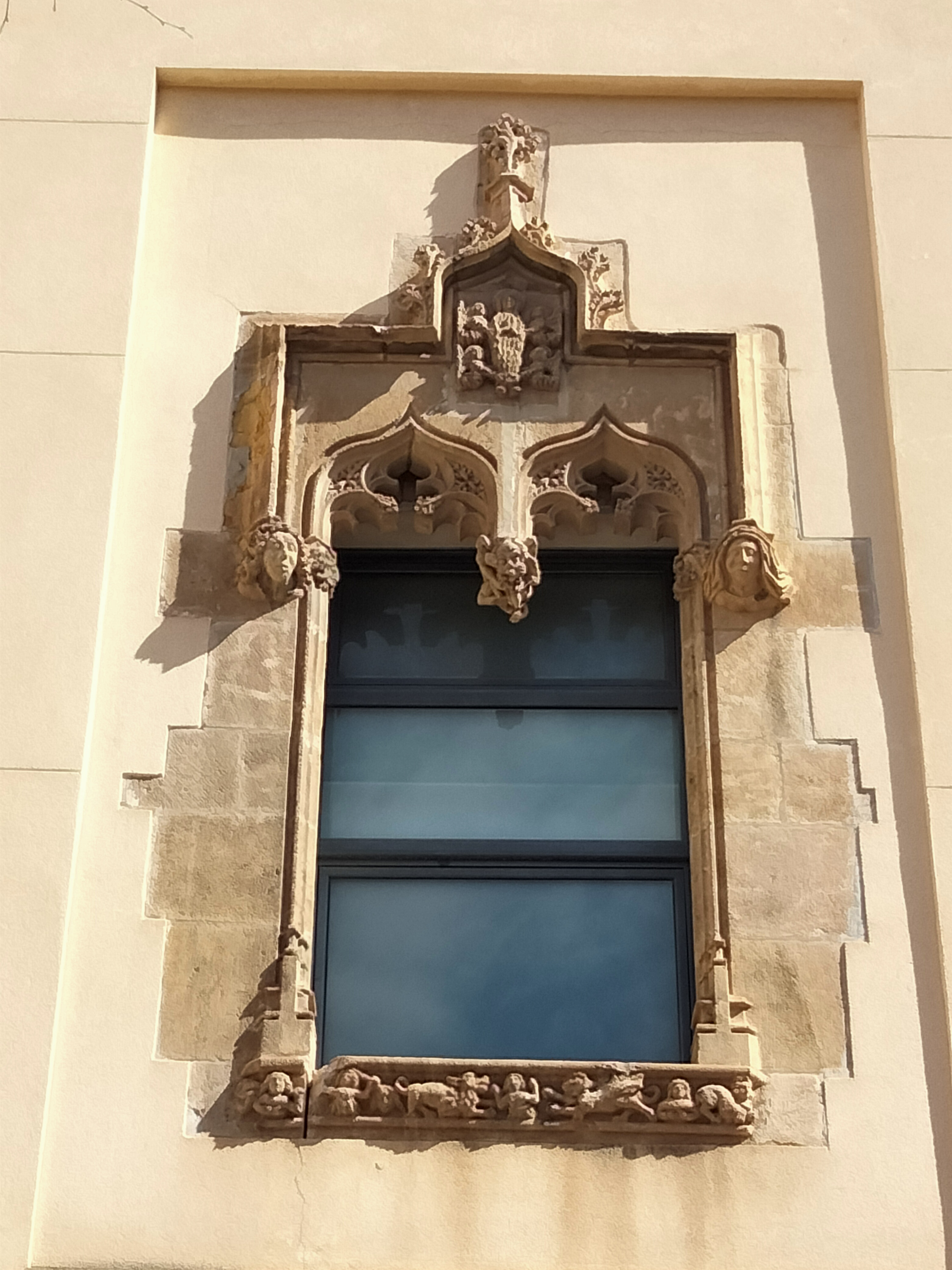
Finestral gòtic

Fou reformat a començaments de segle XX sota el disseny de Josep Puig i Cadafalch i l'obra de l'escultor Eusebi Arnau, el mateix que realitzà un dels més grans conjunts d'escultura a la Casa Ametller de Barcelona. Les escultures foren realitzades al taller dels germans Jujol. L'obra de Puig i Cadafalch es caracteritza per la utilització de formes del gòtic i el predomini de les arts aplicades a les seves obres.